# Kathedraal van het Onbevlekte Hart van Maria (Irkoetsk)
De Kathedraal van het Onbevlekte Hart van Maria (Russisch: Собор Непорочного Сердца Божией Матери) is de bisschopskerk van het rooms-katholieke bisdom in Irkoetsk.

## Geschiedenis
De rooms-katholieke parochie in Irkoetsk werd opgericht in 1820 toen de stad snel groeide. De parochianen waren voornamelijk (verbannen) Polen, Litouwers en Wit-Russen. De houten kerk gewijd aan Maria-Tenhemelopneming werd bij de grote stadsbrand in 1879 in de as gelegd. Een nieuwe neogotische kerk werd gewijd in 1886. Tijdens de Sovjetperiode werd de parochie zwaar onderdrukt. De kerk werd geplunderd en priesters en actieve parochianen werden naar werkkampen gedeporteerd. De kerk werd ontwijd en kreeg verschillende bestemmingen. In 1978 werd het gebouw in gebruik genomen als orkestzaal. Tegenwoordig is het nog steeds een orkestzaal, maar rooms-katholieken hebben wel de mogelijkheid om er bij gelegenheid heilige missen te vieren.

## De nieuwe kathedraal
In de jaren 90 werden de betrekkingen tussen de Staat en de verschillende christelijke geloofsgemeenschappen hersteld en kon de parochie zich opnieuw laten registreren. De gemeentelijke overheid weigerde de rooms-katholieken echter de teruggave van hun kerk. Als compensatie kreeg de rooms-katholieke parochie een stuk grond aangeboden, waarop de huidige kathedraal werd gebouwd.
Het ontwerp van de kathedraal is afkomstig van de Pool Andrzej Chwalibog en de werkzaamheden stonden onder leiding van twee architecten uit Irkoetsk, Oleg Boduła et Vladimir Stegaïlo. De bouw van de kathedraal werd mogelijk gemaakt door giften van rooms-katholieke gemeenschappen van Krasnojarsk, Vladivostok en Magadan, maar ook van Italië, Slowakije, Polen en Duitsland. De kathedraal werd gewijd op de feestdag van Maria-Geboorte, op 8 september 2000 door de pauselijke afgevaardigde kardinaal Schott en bisschop Cyril Klimowicz. De stijl van de kathedraal is afgeleid van het constructivisme met twee moderne torens die zich als een mijter verheffen en bekroond worden met een stralend Latijns kruis. Het altaar in de kerk is gemaakt van nefriet en wordt omgeven door beelden van Onze-Lieve-Vrouw van Fátima en Sint-Jozef.